# 에드 설리번 쇼
《에드 설리번 쇼》(영어: The Ed Sullivan Show)는 미국의 텔레비전 버라이어티 쇼다. CBS에서 1948년 6월 20일에서 1971년 6월 6일까지 방영했으며, 뉴욕의 연예 칼럼니스트 에드 설리번이 사회자였다. 1971년 9월을 기해 《CBS 선데이 나이트 무비》가 이 프로그램의 방영 시간을 꿰찼다.
2002년 《에드 설리번 쇼》는 《TV 가이드》 선정 역대 최고의 티비 쇼 50편에 15위로 뽑히고, 2013년 《TV 가이드》 선정 역대 최고의 시리즈 60편에 31위로 뽑혔다.

## 역사
1948년에서 1971년 종영되기까지, 첫 시즌이 9–10시에 방영된 것을 제외하면 매주 일요일 밤 8–9시에 방영되었다. 이 프로는 오락물의 거의 모든 종류를 선보인다. 클래식 음악가, 오페라 가수, 대중음악 가수, 작곡가, 코미디언, 발레 댄서, 희곡의 독백을 발췌, 연기하는 배우, 서커스 단원이 흔히 출연했다. 그러니까 궁극적으로 보드빌과 다를 바 없는 포맷이었다. 당시 보드빌은 서서히 외면받는 장르였음에도 불구하고, 설리번은 많은 보드빌 경력자를 프로그램에 내보냈다.
기획자, 제작자는 말로 루이스이며, 원제는 《토스트 오브 더 타운》(Toast of the Town)이었다. 그러다가 1955년 9월 25일부로 세인들에게 더 잘 알려진 이름인 《에드 설리번 쇼》를 공식 명칭으로 내세우기 시작했다.
본시 맥신 엘리엇 극장의 CBS-TV 스튜디오 51에서 실황으로 방송되었으며, 이후 뉴욕 시 CBS-TV 스튜디오 50(브로드웨이 1697번지)로 영구히 옮겨 방송되었다. 이 스튜디오는 1968년 방송 20주년 기념으로 에드 설리번 극장으로 고쳐 부르게 되었다.
1948년 6월 20일 첫 방송에서 딘 마틴과 제리 루이스가 가수 모니코 루이스와 같이 공연했고, 브로드웨이 작곡가 리처드 로저스와 오스카 해머스타인 2세가 당시 새로 올린 뮤지컬 《사우스 퍼시픽》의 음악을 시연했다.
1948년에서 1962년까지 포드 모터 컴퍼니의 링컨-머큐리 부서가 가장 큰 후원사였던 까닭에 이 시기의 설리번은 머큐리에서 내려주는 자동차 광고를 읽어야 했다.
1971년 3월 28일 1068회로 종영했으며, 이날 방송에서 멜러니, 조애나 시몬, 대니 데이비스 앤 더 내슈빌 브레스, 샌들러 앤 영이 출연했다. 이후 1971년 6월 6일까지 재방송을 내보냈다.